# Luquillo
Luquillo ist eine Stadt im Nordosten des US-amerikanischen Außengebietes Puerto Rico. Sie liegt westlich von Fajardo und östlich von Río Grande. Die Stadt unterteilt sich in sechs Bezirke und hatte 2010 etwa 20.000 Einwohner.

## Geschichte
Luquillo wurde 1797 gegründet und wurde nach dem indianischen Kaziken Loquillo benannt, der wenige Jahre nach der letzten Rebellion der Indianer im Jahre 1513 starb. Im Laufe ihrer Geschichte erhielt sie, vor allem wegen ihrer Lage, verschiedene Spitznamen, die bis heute anhalten: La Capital del Sol (Die Sonnenhauptstadt), La Riviera de Puerto Rico (Die Küste Puerto Ricos) sowie Los Come Cocos (Die Kokosnuss-Esser).

## Politik
2012 wurde Jesús Márquez Rodríguez zum Bürgermeister gewählt und verwaltet seither die Stadt. Luquillo gehört zum Senatsdistrikt VIII und wird auf nationaler Ebene von zwei Senatoren, Pedro A. Rodríguez und Luis Daniel Rivera, vertreten.

### Flagge
Die Flagge der Stadt besteht aus drei horizontalen Streifen; ein dünner gelber Streifen in der Mitte sowie jeweils ein blauer und ein grüner Streifen mit doppelter Breite oben und unten. Die blaue Farbe steht für den Himmel und das Meer, die gelbe Farbe für die Strände und die grüne Farbe für die artenreiche Vegetation in den Berglandschaften. Im Zentrum der Flagge ist das Stadtwappen untergebracht.
Das Stadtwappen zeigt in der Mitte drei grüne, miteinander verbundene Berge und unten eine Bucht mit abwechselnd blauen und silbernen Wellen; beide Symbole sind auf einem goldenen Hintergrund platziert. Das obere Drittel des Wappens zeigt auf blauem Grund drei grüne Zweige der Schwertlilie, die entgegen ihrer natürlichen Farbe weiß dargestellt ist. Die Krone des Wappens zeigt drei goldene Burgtürme. Mit Ausnahme dieser Türme wird das Wappen auf beiden Seiten von jeweils einem grünen Palmzweig umrundet, der sich am unteren Ende mit dem Palmzweig der anderen Seite kreuzt.

### Stadtgliederung
Die Stadt ist heute in sechs Stadtbezirke unterteilt:
- Juan Martín
- Luquillo Pueblo (Stadtzentrum)
- Mameyes I
- Mata de Plátano
- Pitahaya
- Sabana

## Tourismus
Über einen Highway, der entlang der Nordküste des Landes verläuft, kann man den Strand Luquillos auch von der Hauptstadt San Juan schnell erreichen. Auf einer Länge von fast zwei Kilometern säumen zahlreiche Palmen den Strand, der zu den beliebtesten und schönsten öffentlichen Stränden im Nordosten des Landes gehört. Vor allem am Monserrate Beach sind überdurchschnittlich viele Einheimische anzutreffen. La Pared Beach ist vor allem bei Surfern beliebt.
Weitere Sehenswürdigkeiten:
- Chief Loquillo Monument
- Ocean View Boulevard
- El Parque de Recreacion (Freizeitpark)

## Persönlichkeiten
- Jerome Vega (* 1995), Hammerwerfer